# Alexandra Ludwig (Synchronsprecherin)
Alexandra Ludwig (* 17. Juni 1965 in München) ist eine deutsche Synchronsprecherin.

## Leben und Karriere
Durch ihren Vater, den Synchronsprecher und Dialogregisseur Kurt E. Ludwig, kam Alexandra Ludwig bereits als Kind zur Synchronisation. So lieh sie in der Zeichentrickserie Wickie und die starken Männer der Figur Ylvi ihre Stimme. Später etablierte sie sich als deutsche Standard-Synchronsprecherin von Jennifer Jason Leigh (z. B. in Weiblich, ledig, jung sucht …, Dolores,  eXistenZ oder Road to Perdition). Außerdem sprach sie u. a. Winona Ryder in Edward mit den Scherenhänden, Maria Pitillo in Godzilla und Charlize Theron in 15 Minuten Ruhm.
Daneben synchronisierte Alexandra Ludwig mehrere Hauptdarsteller in Fernsehserien, so z. B. Josie Bissett in Melrose Place, Paula Devicq in Party of Five, Geraldine Somerville in Für alle Fälle Fitz oder zuletzt Kathryn Erbe in Criminal Intent.

## Persönliches
Alexandra Ludwig war erst mit dem Kollegen Florian Halm und später mit Oliver Mink verheiratet.

## Synchronrollen (Auswahl)
Anna Geislerová
- 1992: Prinzessin Fantaghirò II als Elfenkönigin
- 1993: Prinzessin Fantaghirò III als Elfenkönigin

Josie Bissett
- 1992–1999: Josie Bissett in Melrose Place als Jane Andrews Mancini
- 1999: Josie Bissett in Countdown: Der Himmel brennt als Jennifer Thorne

Annie Potts
- 1995: Toy Story als Porzellinchen
- 1999: Toy Story 2 als Porzellinchen
- 2019: A Toy Story: Alles hört auf kein Kommando als Porzellinchen

### Filme
- 1995: Ashley Judd in Smoke als Felicity
- 1999: Mary Stuart Masterson in Black and Blue – Du entkommst mir nicht als Frances Benedetto
- 2003: Lisa Kudrow in Marci X – Uptown Gets Down als Marci Field
- 2004: Schanna Friske in Wächter der Nacht – Nochnoi Dozor als Alissa
- 2011: Jennifer Irwin in Freundschaft Plus als Megan

### Serien
- 1974–1975: Yoneko Matsukane in Wickie und die starken Männer als Ylvie
- 1980–1985: Alison Arngrim in Unsere kleine Farm als Nellie Oleson
- 1985: Bettina Bush in Regina Regenbogen als Regina Regenbogen
- 1992: Yōko Asagami in Georgie als Joy
- 2004–2011: Kathryn Erbe in Criminal Intent – Verbrechen im Visier als Det. Alexandra Eames
- 2014: Jennifer Jason Leigh in Weeds – Kleine Deals unter Nachbarn als Jill Price–Gray
- 2019: April Winchell in Disney Amphibia als Tuti